# Lepidoscia characota
Lepidoscia characota is een vlinder uit de familie van de zakjesdragers (Psychidae). De wetenschappelijke naam van deze soort is voor het eerst voorgesteld als Xysmatodoma characota door Edward Meyrick in een publicatie uit 1893.
De soort komt voor in Australië.